# アリ・エジーヌ
アリ・エジーヌ（Ali Ezzine、1978年9月3日 - ）はモロッコの陸上競技選手、専門は3000mSCを主とする長距離走。アイン・タウジュダト出身。身長180cm、体重61kg。
2000年シドニーオリンピック男子3000mSCでは8分22秒15の記録でルーベン・コスゲイ、ウィルソン・ボイト・キプケテルに次ぐ3位となり銅メダルを獲得した。2004年アテネオリンピックでは8分15秒58で8位となった。

## 主な戦績
| 年度 | 大会名                             | 開催地                      | 順位 | 種目     |
| ---- | ---------------------------------- | --------------------------- | ---- | -------- |
| 1996 | 世界ジュニア陸上競技選手権         | シドニー（ オーストラリア） | 3位  | 3000mSC  |
| 1998 | 世界クロスカントリー選手権         | マラケシュ（ モロッコ）     | 12位 | ショート |
| 1998 | 世界クロスカントリー選手権         | マラケシュ（ モロッコ）     | 2位  | 国別対抗 |
| 1999 | 世界陸上競技選手権                 | セビリア（ スペイン）       | 3位  | 3000mSC  |
| 2000 | 世界クロスカントリー選手権         | ヴィラモウラ（ ポルトガル） | 13位 | ショート |
| 2000 | 世界クロスカントリー選手権         | ヴィラモウラ（ ポルトガル） | 3位  | 国別対抗 |
| 2000 | シドニーオリンピック               | シドニー（ オーストラリア） | 3位  | 3000mSC  |
| 2001 | 世界陸上競技選手権                 | エドモントン（ カナダ）     | 2位  | 3000mSC  |
| 2003 | 世界陸上競技選手権                 | パリ（ フランス）           | 10位 | 3000mSC  |
| 2003 | IAAFワールドアスレチックファイナル | モンテカルロ（ モナコ）     | 7位  | 3000mSC  |
| 2004 | アテネオリンピック                 | アテネ（ ギリシャ）         | 8位  | 3000mSC  |
| 2004 | IAAFワールドアスレチックファイナル | モンテカルロ（ モナコ）     | 9位  | 3000mSC  |

### 記録
- 1500m - 3分43秒8（1998年）
- 3000m - 7分45秒9（2004年）
- 5000m - 13分32秒56（1997年）
- 3000mSC - 8分03秒57（2000年）